# Palo Alto
Palo Alto er en by beliggende i Santa Clara County i delstaten Californien, USA. Den har delvis selvstyre, defineret ved byens egen lovgivning (amerikansk Charter city). Byens lovgivning er i stor grad uafhængig af nationale love.
Byen er beliggende ved San Francisco-bugten og omfatter en del af universitetet Stanford University og er hovedkvarter for mange af Silicon Valleys højteknologiske virksomheder.